# Rostraria azorica
Rostraria azorica là một loài thực vật có hoa trong họ Hòa thảo. Loài này được S.Hend. mô tả khoa học đầu tiên năm 2003.